# باولا ويتمان
باولا ويتمان (بالإنجليزية: Paula Whitman)‏ هي مهندسة معمارية أسترالية، ولدت في 1960، وتوفيت في 23 أكتوبر 2006.